# Чемпіонат УРСР з легкої атлетики 1981
Чемпіонат УРСР з легкої атлетики 1981 був проведений з 31 серпня по 6 серпня у Києві на Республіканському стадіоні.
Республіканські чемпіонати з інших дисциплін легкої атлетики були проведені окремо.

## Призери основного чемпіонату

### Чоловіки
| Дисципліни                | Золото                                                                 | Золото    | Срібло                      | Срібло | Бронза                               | Бронза |
| ------------------------- | ---------------------------------------------------------------------- | --------- | --------------------------- | ------ | ------------------------------------ | ------ |
| 100 метрів                | Валерій Бодров Харківська обл.                                         | 10,4      |                             |        |                                      |        |
| 200 метрів                | Валерій Бодров Харківська обл.                                         | 21,1      |                             |        |                                      |        |
| 400 метрів                | Олександр Чешко Київ                                                   | 47,4      |                             |        |                                      |        |
| 800 метрів                | Сергій Шаповалов Харківська обл.                                       | 1.50,5    |                             |        |                                      |        |
| 1500 метрів               | Віталій Тищенко Чернігівська обл.                                      | 3.40,7    |                             |        |                                      |        |
| 5000 метрів               | Віталій Тищенко Чернігівська обл.                                      | 13.43,5   |                             |        |                                      |        |
| 10000 метрів              | Михайло Кривонос Івано-Франківська обл.                                | 28.49,5   |                             |        |                                      |        |
| 110 метрів з бар'єрами    | Олександр Полянцев Одеська обл.                                        | 13,8      |                             |        |                                      |        |
| 400 метрів з бар'єрами    | Олександр Чешко Київ                                                   | 49,9      | Руслан Міщенко Одеська обл. | 50,3   |                                      |        |
| 3000 метрів з перешкодами | Олександр Болото Ворошиловградська обл.                                | 8.35,0    |                             |        | Кирило Локтіонов Київ                | 8.38,2 |
| 4×100 метрів              | Харківська обл.В. Павленко Олександр Надуда Сергій Голіус В. Петренко  | 40,5      |                             |        |                                      |        |
| 4×400 метрів              | КиївГ. Кочегаров Валерій Сташук Володимир Білоконь Валерій Машковський | 3.13,8    |                             |        |                                      |        |
| 4×800 метрів              | Чернігівська обл.Шаповал Сидоренко Анатолій Легеда Віталій Тищенко     | 7.26,4    |                             |        |                                      |        |
| Ходьба 20 кілометрів      | Петро Мельник Львівська обл.                                           | 1:26.52,2 |                             |        |                                      |        |
| Стрибки у висоту          | Юрій Шевченко Київ                                                     | 2,18      |                             |        |                                      |        |
| Стрибки з жердиною        | Віктор Спасов Київ                                                     | 5,50      |                             |        |                                      |        |
| Стрибки в довжину         | Олександр Пронченко Харківська обл.                                    | 7,60      |                             |        |                                      |        |
| Потрійний стрибок         | Микола Мусієнко Дніпропетровська обл.                                  | 16,62     | Олександр Яковлєв Київ      | 16,40  | Григорій Ємець Дніпропетровська обл. | 16,20  |
| Штовхання ядра            | Володимир Єлісеєв Запорізька обл.                                      | 19,92     | Олександр Носенко Київ      | 19,46  |                                      | 19,35  |
| Метання диска             | Віктор Журба Ворошиловградська обл.                                    | 56,74     |                             |        |                                      |        |
| Метання молота            | Павло Прокопенко Одеська обл.                                          | 74,10     |                             |        |                                      |        |
| Метання списа             | Василь Єршов Запорізька обл.                                           | 81,64     |                             |        |                                      |        |

### Жінки
| Дисципліна             | Золото                                                                                   | Золото  | Срібло                         | Срібло | Бронза                          | Бронза |
| ---------------------- | ---------------------------------------------------------------------------------------- | ------- | ------------------------------ | ------ | ------------------------------- | ------ |
| 100 метрів             | Вікторія Рождественська Запорізька обл.                                                  | 11,6    |                                |        |                                 |        |
| 200 метрів             | Вікторія Рождественська Запорізька обл.                                                  | 23,5    |                                |        |                                 |        |
| 400 метрів             | Наталія Цирук Київ                                                                       | 53,0    |                                |        |                                 |        |
| 800 метрів             | Світлана Попова Харківська обл.                                                          | 2.04,6  |                                |        |                                 |        |
| 1500 метрів            | Гіана Романова Львівська обл.                                                            | 4.11,2  | Тетяна Веремеєва Донецька обл. |        |                                 |        |
| 3000 метрів            | Гіана Романова Львівська обл.                                                            | 9.04,4  | Ніна Коняхіна Харківська обл.  |        |                                 |        |
| 100 метрів з бар'єрами | Тетяна Малюванець Ворошиловградська обл.                                                 | 13,4    |                                |        |                                 |        |
| 400 метрів з бар'єрами | Тетяна Зубова Київ                                                                       | 55,4 NR |                                |        |                                 |        |
| 4×100 метрів           |                                                                                          |         |                                |        |                                 |        |
| 4×200 метрів           | Дніпропетровська обл.                                                                    | 1.35,4  |                                |        |                                 |        |
| 4×400 метрів           | Дніпропетровська обл.Тамара Бєлишева Людмила Закревська Тетяна Щеголева Олена Воробченко | 3.39,4  |                                |        |                                 |        |
| 4×800 метрів           | Львівська обл.??? Гіана Романова                                                         | 8.24,8  |                                |        |                                 |        |
| Ходьба 5000 метрів     | С. Красавцева Ворошиловградська обл.                                                     | 25.12,8 |                                |        |                                 |        |
| Стрибки у висоту       | Ольга Бондаренко Ворошиловградська обл.                                                  | 1,88    |                                |        |                                 |        |
| Стрибки в довжину      | Олена Яцук Донецька обл.                                                                 | 6,37    | Галина Чистякова Одеська обл.  | 6,36   | Ганна Стукачова Харківська обл. | 6,33   |
| Штовхання ядра         | Тамара Посмєтюх Київ                                                                     | 19,04   |                                |        |                                 |        |
| Метання диска          | Наталія Бурлуцька Одеська обл.                                                           | 57,80   |                                |        |                                 |        |
| Метання списа          | Зінаїда Гавриліна Донецька обл.                                                          | 56,34   |                                |        |                                 |        |

## Інші чемпіонати
- Зимовий чемпіонат УРСР з метань був проведений у січні в Ялті.
- Чемпіонат УРСР з кросу був проведений 15 березня в Євпаторії.
- Чемпіонати УРСР з легкоатлетичних багатоборств та марафонського бігу були проведені окремо[джерело?].

### Чоловіки
| Дисципліни               | Золото                               | Золото | Срібло                          | Срібло | Бронза                              | Бронза |
| ------------------------ | ------------------------------------ | ------ | ------------------------------- | ------ | ----------------------------------- | ------ |
| Метання диска (зимовий)  | Володимир Зінченко Запорізька обл.   | 60,74  | Геннадій Тищенко Київ           | 58,76  | Віктор Журба Ворошиловградська обл. | 57,02  |
| Метання молота (зимовий) | Федір Палєхін Ворошиловградська обл. | 68,66  | Віктор Литвиненко Київська обл. | 67,98  | Євген Карсак Одеська обл.           | 67,64  |
| Метання списа (зимовий)  | Анатолій Жеребцов Одеська обл.       | 81,72  | Василь Єршов Запорізька обл.    | 79,24  | Володимир Фурдило Волинська обл.    | 73,64  |
| Крос                     |                                      |        |                                 |        |                                     |        |
| Десятиборство            |                                      |        |                                 |        |                                     |        |
| Марафон                  |                                      |        |                                 |        |                                     |        |

### Жінки
| Дисципліни              | Золото                         | Золото | Срібло                                 | Срібло | Бронза                | Бронза |
| ----------------------- | ------------------------------ | ------ | -------------------------------------- | ------ | --------------------- | ------ |
| Метання диска (зимовий) | Наталія Бурлуцька Одеська обл. | 56,52  | Надія Мартинчук Ворошиловградська обл. | 55,72  | Людмила Гніденко Київ | 54,86  |
| Метання списа (зимовий) | Зоя Бєлан Одеська обл.         | 49,72  | В. Кувіло ???                          | 48,40  | Наталія Невгад Київ   | 46,80  |
| Крос                    |                                |        |                                        |        |                       |        |
| Семиборство             |                                |        |                                        |        |                       |        |
| Марафон                 |                                |        |                                        |        |                       |        |